# Temporada da NBA de 2015–16
A Temporada da NBA de 2015–16 começou no dia 27 de outubro de 2015 e terminou no dia 13 de abril de 2016. O NBA All-Star Game foi realizado no dia 14 de fevereiro de 2016, e os playoffs começaram no dia 16 de abril de 2016.
O campeão da temporada anterior, Golden State Warriors quebrou o recorde de melhor campanha da temporada regular com 73 vitórias, liderados pelo armador Stephen Curry, que foi eleito o MVP de forma unânime pela primeira vez na história, voltando as finais novamente contra o Cleveland Cavaliers como em 2015. Embora os Warriors tivessem aberto 3-1 na série decisiva, os Cavaliers venceram as três últimas partidas, tornando-se a primeira equipe a virar um 3-1 em finais na história, e conquistando o seu primeiro título da franquia. LeBron James foi eleito o MVP das Finais unanimemente pela 3° vez, após ser o primeiro jogador a liderar todas as estatísticas de ambas as equipes em todas as cinco categorias. A temporada também marcou as aposentadorias de Tim Duncan, Kobe Bryant e Kevin Garnett.

## Temporada Regular
Na Temporada Regular todos os times se enfrentaram independente da sua divisão, e os 8 melhores de cada conferência foram aos playoffs.

### Classificações

#### Por Divisão
| # | Divisão Atlântica  | Divisão Atlântica | Divisão Atlântica | Divisão Atlântica | Divisão Atlântica | Divisão Atlântica | Divisão Atlântica | Divisão Atlântica |
| # | Time               | V                 | D                 | PCT               | JA                | Casa              | Fora              | J                 |
| - | ------------------ | ----------------- | ----------------- | ----------------- | ----------------- | ----------------- | ----------------- | ----------------- |
| 1 | Toronto Raptors    | 56                | 26                | .683              | 0.0               | 32-9              | 24-17             | 82                |
| 2 | Boston Celtics     | 48                | 34                | .585              | 8.0               | 28-13             | 20-21             | 82                |
| 3 | New York Knicks    | 32                | 50                | .390              | 24.0              | 18-23             | 14-27             | 82                |
| 4 | Brooklyn Nets      | 21                | 61                | .256              | 35.0              | 14-27             | 7-34              | 82                |
| 5 | Philadelphia 76ers | 10                | 72                | .122              | 46.0              | 7-34              | 3-38              | 82                |

| # | Divisão Central     | Divisão Central | Divisão Central | Divisão Central | Divisão Central | Divisão Central | Divisão Central | Divisão Central |
| # | Time                | V               | D               | PCT             | JA              | Casa            | Fora            | J               |
| - | ------------------- | --------------- | --------------- | --------------- | --------------- | --------------- | --------------- | --------------- |
| 1 | Cleveland Cavaliers | 57              | 25              | .695            | 0.0             | 33-8            | 24-17           | 82              |
| 2 | Indiana Pacers      | 45              | 37              | .549            | 12.0            | 26-15           | 19-22           | 82              |
| 3 | Detroit Pistons     | 44              | 38              | .537            | 13.0            | 26-15           | 18-23           | 82              |
| 4 | Chicago Bulls       | 42              | 40              | .512            | 15.0            | 26-15           | 16-25           | 82              |
| 5 | Milwaukee Bucks     | 33              | 49              | .402            | 24.0            | 23-18           | 10-31           | 82              |

| # | Divisão Sudeste    | Divisão Sudeste | Divisão Sudeste | Divisão Sudeste | Divisão Sudeste | Divisão Sudeste | Divisão Sudeste | Divisão Sudeste |
| # | Time               | V               | D               | PCT             | JA              | Casa            | Fora            | J               |
| - | ------------------ | --------------- | --------------- | --------------- | --------------- | --------------- | --------------- | --------------- |
| 1 | Miami Heat         | 48              | 34              | .585            | 0.0             | 28-13           | 20-21           | 82              |
| 2 | Atlanta Hawks      | 48              | 34              | .585            | 0.0             | 27-14           | 21-20           | 82              |
| 3 | Charlotte Hornets  | 48              | 34              | .585            | 0.0             | 30-11           | 18-23           | 82              |
| 4 | Washington Wizards | 41              | 41              | .500            | 7.0             | 22-19           | 19-22           | 82              |
| 5 | Orlando Magic      | 35              | 47              | .427            | 13.0            | 23-18           | 12-29           | 82              |

| # | Divisão Noroeste       | Divisão Noroeste | Divisão Noroeste | Divisão Noroeste | Divisão Noroeste | Divisão Noroeste | Divisão Noroeste | Divisão Noroeste |
| # | Time                   | V                | D                | PCT              | JA               | Casa             | Fora             | J                |
| - | ---------------------- | ---------------- | ---------------- | ---------------- | ---------------- | ---------------- | ---------------- | ---------------- |
| 1 | Oklahoma City Thunder  | 55               | 27               | .671             | 0.0              | 32-9             | 23-18            | 82               |
| 2 | Portland Trail Blazers | 44               | 38               | .537             | 11.0             | 28-13            | 16-25            | 82               |
| 3 | Utah Jazz              | 40               | 42               | .488             | 15.0             | 24-17            | 16-25            | 82               |
| 4 | Denver Nuggets         | 33               | 49               | .402             | 22.0             | 18-23            | 15-26            | 82               |
| 5 | Minnesota Timberwolves | 29               | 53               | .354             | 26.0             | 14-27            | 15-26            | 82               |

| # | Divisão do Pacífico   | Divisão do Pacífico | Divisão do Pacífico | Divisão do Pacífico | Divisão do Pacífico | Divisão do Pacífico | Divisão do Pacífico | Divisão do Pacífico |
| # | Time                  | V                   | D                   | PCT                 | JA                  | Casa                | Fora                | J                   |
| - | --------------------- | ------------------- | ------------------- | ------------------- | ------------------- | ------------------- | ------------------- | ------------------- |
| 1 | Golden State Warriors | 73                  | 9                   | .890                | 0.0                 | 39-2                | 34-7                | 82                  |
| 2 | Los Angeles Clippers  | 53                  | 29                  | .646                | 20.0                | 29-12               | 24-17               | 82                  |
| 3 | Sacramento Kings      | 33                  | 49                  | .402                | 40.0                | 18-23               | 15-26               | 82                  |
| 4 | Phoenix Suns          | 23                  | 59                  | .280                | 50.0                | 14-27               | 9-32                | 82                  |
| 5 | Los Angeles Lakers    | 17                  | 65                  | .207                | 56.0                | 12-29               | 5-36                | 82                  |

| # | Divisão Sudoeste     | Divisão Sudoeste | Divisão Sudoeste | Divisão Sudoeste | Divisão Sudoeste | Divisão Sudoeste | Divisão Sudoeste | Divisão Sudoeste |
| # | Time                 | V                | D                | PCT              | JA               | Casa             | Fora             | J                |
| - | -------------------- | ---------------- | ---------------- | ---------------- | ---------------- | ---------------- | ---------------- | ---------------- |
| 1 | San Antonio Spurs    | 67               | 15               | .817             | 0.0              | 40-1             | 27-14            | 82               |
| 2 | Dallas Mavericks     | 42               | 40               | .512             | 25.0             | 23-18            | 19-22            | 82               |
| 3 | Memphis Grizzlies    | 42               | 40               | .512             | 25.0             | 26-15            | 16-25            | 82               |
| 4 | Houston Rockets      | 41               | 41               | .500             | 26.0             | 23-18            | 18-23            | 82               |
| 5 | New Orleans Pelicans | 30               | 52               | .366             | 37.0             | 21-20            | 9-32             | 82               |

#### Por Conferência
| #  | Conferência Leste   | Conferência Leste | Conferência Leste | Conferência Leste | Conferência Leste | Conferência Leste | Conferência Leste | Conferência Leste |
| #  | Time                | V                 | D                 | PCT               | JA                | Casa              | Fora              | J                 |
| -- | ------------------- | ----------------- | ----------------- | ----------------- | ----------------- | ----------------- | ----------------- | ----------------- |
| 1  | Cleveland Cavaliers | 57                | 25                | .695              | 0.0               | 33-8              | 24-17             | 82                |
| 2  | Toronto Raptors     | 56                | 26                | .683              | 1.0               | 32-9              | 24-17             | 82                |
| 3  | Miami Heat          | 48                | 34                | .585              | 9.0               | 28-13             | 20-21             | 82                |
| 4  | Atlanta Hawks       | 48                | 34                | .585              | 9.0               | 27-14             | 21-20             | 82                |
| 5  | Boston Celtics      | 48                | 34                | .585              | 9.0               | 28-13             | 20-21             | 82                |
| 6  | Charlotte Hornets   | 48                | 34                | .585              | 9.0               | 30-11             | 18-23             | 82                |
| 7  | Indiana Pacers      | 45                | 37                | .549              | 12.0              | 26-15             | 19-22             | 82                |
| 8  | Detroit Pistons     | 44                | 38                | .537              | 13.0              | 26-15             | 18-23             | 82                |
|    |                     |                   |                   |                   |                   |                   |                   |                   |
| 9  | Chicago Bulls       | 42                | 40                | .512              | 15.0              | 26-15             | 16-25             | 82                |
| 10 | Washington Wizards  | 41                | 41                | .500              | 16.0              | 22-19             | 19-22             | 82                |
| 11 | Orlando Magic       | 35                | 47                | .427              | 22.0              | 23-18             | 12-29             | 82                |
| 12 | Milwaukee Bucks     | 33                | 39                | .402              | 24.0              | 23-18             | 10-31             | 82                |
| 13 | New York Knicks     | 32                | 50                | .390              | 25.0              | 18-23             | 14-27             | 82                |
| 14 | Brooklyn Nets       | 21                | 61                | .256              | 36.0              | 14-27             | 7-34              | 82                |
| 15 | Philadelphia 76ers  | 10                | 72                | .122              | 47.0              | 7-34              | 3-38              | 82                |

| #  | Conferência Oeste      | Conferência Oeste | Conferência Oeste | Conferência Oeste | Conferência Oeste | Conferência Oeste | Conferência Oeste | Conferência Oeste |
| #  | Time                   | V                 | D                 | PCT               | JA                | Casa              | Fora              | J                 |
| -- | ---------------------- | ----------------- | ----------------- | ----------------- | ----------------- | ----------------- | ----------------- | ----------------- |
| 1  | Golden State Warriors  | 73                | 9                 | .890              | 0.0               | 39-2              | 34-7              | 82                |
| 2  | San Antonio Spurs      | 67                | 15                | .817              | 6.0               | 40-1              | 27-14             | 82                |
| 3  | Oklahoma City Thunder  | 55                | 27                | .671              | 18.0              | 32-9              | 23-18             | 82                |
| 4  | Los Angeles Clippers   | 53                | 29                | .646              | 20.0              | 29-12             | 24-17             | 82                |
| 5  | Portland Trail Blazers | 44                | 38                | .537              | 29.0              | 28-13             | 16-25             | 82                |
| 6  | Dallas Mavericks       | 42                | 40                | .512              | 31.0              | 23-18             | 19-22             | 82                |
| 7  | Memphis Grizzlies      | 42                | 40                | .512              | 31.0              | 26-15             | 16-25             | 82                |
| 8  | Houston Rockets        | 41                | 41                | .500              | 32.0              | 23-18             | 18-23             | 82                |
|    |                        |                   |                   |                   |                   |                   |                   |                   |
| 9  | Utah Jazz              | 40                | 42                | .488              | 33.0              | 24-17             | 16-25             | 82                |
| 10 | Sacramento Kings       | 33                | 49                | .402              | 40.0              | 18-23             | 15-26             | 82                |
| 11 | Denver Nuggets         | 33                | 49                | .402              | 40.0              | 18-23             | 15-26             | 82                |
| 12 | New Orleans Pelicans   | 30                | 52                | .366              | 43.0              | 21-20             | 9-32              | 82                |
| 13 | Minnesota Timberwolves | 29                | 53                | .354              | 44.0              | 14-27             | 15-26             | 82                |
| 14 | Phoenix Suns           | 23                | 59                | .280              | 50.0              | 14-27             | 9-32              | 82                |
| 15 | Los Angeles Lakers     | 17                | 65                | .207              | 56.0              | 12-29             | 5-36              | 82                |

## Pós-Temporada
|  | Primeira rodada   | Primeira rodada | Primeira rodada |               |   | Semifinais de Conferência | Semifinais de Conferência | Semifinais de Conferência |  |  | Finais de Conferência | Finais de Conferência | Finais de Conferência |  |  | Finais da NBA | Finais da NBA | Finais da NBA |  |
|  |                   |                 |                 |               |   |                           |                           |                           |  |  |                       |                       |                       |  |  |               |               |               |  |
|  | 1                 | Cleveland*      | 4               |               |   |                           |                           |                           |  |  |                       |                       |                       |  |  |               |               |               |  |
|  | 1                 | Cleveland*      | 4               |               |   |                           |                           |                           |  |  |                       |                       |                       |  |  |               |               |               |  |
|  | 8                 | Detroit         | 0               |               |   |                           |                           |                           |  |  |                       |                       |                       |  |  |               |               |               |  |
|  | 8                 | Detroit         | 0               |               | 1 | Cleveland*                | 4                         |                           |  |  |                       |                       |                       |  |  |               |               |               |  |
|  |                   |                 |                 |               | 1 | Cleveland*                | 4                         |                           |  |  |                       |                       |                       |  |  |               |               |               |  |
|  |                   |                 | 4               | Atlanta       | 0 |                           |                           |                           |  |  |                       |                       |                       |  |  |               |               |               |  |
|  | 4                 | Atlanta         | 4               | Atlanta       | 0 | 4                         |                           |                           |  |  |                       |                       |                       |  |  |               |               |               |  |
|  | 4                 | Atlanta         |                 |               |   |                           |                           |                           |  |  |                       |                       |                       |  |  |               |               |               |  |
|  | 5                 | Boston          | 2               |               |   |                           |                           |                           |  |  |                       |                       |                       |  |  |               |               |               |  |
|  | 5                 | Boston          | 2               |               | 1 | Cleveland*                | 4                         |                           |  |  |                       |                       |                       |  |  |               |               |               |  |
|  | Conferência Leste |                 |                 |               | 1 | Cleveland*                | 4                         |                           |  |  |                       |                       |                       |  |  |               |               |               |  |
|  |                   |                 | 2               | Toronto       | 2 |                           |                           |                           |  |  |                       |                       |                       |  |  |               |               |               |  |
|  | 3                 | Miami*          | 2               | Toronto       | 2 | 4                         |                           |                           |  |  |                       |                       |                       |  |  |               |               |               |  |
|  | 3                 | Miami*          |                 |               |   |                           |                           |                           |  |  |                       |                       |                       |  |  |               |               |               |  |
|  | 6                 | Charlotte       | 3               |               |   |                           |                           |                           |  |  |                       |                       |                       |  |  |               |               |               |  |
|  | 6                 | Charlotte       | 3               |               | 3 | Miami                     | 3                         |                           |  |  |                       |                       |                       |  |  |               |               |               |  |
|  |                   |                 |                 |               | 3 | Miami                     | 3                         |                           |  |  |                       |                       |                       |  |  |               |               |               |  |
|  |                   |                 | 2               | Toronto*      | 4 |                           |                           |                           |  |  |                       |                       |                       |  |  |               |               |               |  |
|  | 2                 | Toronto*        | 2               | Toronto*      | 4 | 4                         |                           |                           |  |  |                       |                       |                       |  |  |               |               |               |  |
|  | 2                 | Toronto*        |                 |               |   |                           |                           |                           |  |  |                       |                       |                       |  |  |               |               |               |  |
|  | 7                 | Indiana         | 3               |               |   |                           |                           |                           |  |  |                       |                       |                       |  |  |               |               |               |  |
|  | 7                 | Indiana         | 3               |               | 1 | Cleveland                 | 4                         |                           |  |  |                       |                       |                       |  |  |               |               |               |  |
|  |                   |                 |                 |               |   |                           |                           |                           |  |  |                       |                       |                       |  |  |               |               |               |  |
|  |                   |                 | 1               | Golden State* | 3 |                           |                           |                           |  |  |                       |                       |                       |  |  |               |               |               |  |
|  | 1                 | Golden State*   | 1               | Golden State* | 3 | 4                         |                           |                           |  |  |                       |                       |                       |  |  |               |               |               |  |
|  | 1                 | Golden State*   |                 |               |   |                           |                           |                           |  |  |                       |                       |                       |  |  |               |               |               |  |
|  | 8                 | Houston         | 1               |               |   |                           |                           |                           |  |  |                       |                       |                       |  |  |               |               |               |  |
|  | 8                 | Houston         | 1               |               | 1 | Golden State*             | 4                         |                           |  |  |                       |                       |                       |  |  |               |               |               |  |
|  |                   |                 |                 |               | 1 | Golden State*             | 4                         |                           |  |  |                       |                       |                       |  |  |               |               |               |  |
|  |                   |                 | 5               | Portland      | 1 |                           |                           |                           |  |  |                       |                       |                       |  |  |               |               |               |  |
|  | 4                 | L.A. Clippers   | 5               | Portland      | 1 | 2                         |                           |                           |  |  |                       |                       |                       |  |  |               |               |               |  |
|  | 4                 | L.A. Clippers   |                 |               |   |                           |                           |                           |  |  |                       |                       |                       |  |  |               |               |               |  |
|  | 5                 | Portland        | 4               |               |   |                           |                           |                           |  |  |                       |                       |                       |  |  |               |               |               |  |
|  | 5                 | Portland        | 4               |               | 1 | Golden State*             | 4                         |                           |  |  |                       |                       |                       |  |  |               |               |               |  |
|  | Conferência Oeste |                 |                 |               | 1 | Golden State*             | 4                         |                           |  |  |                       |                       |                       |  |  |               |               |               |  |
|  |                   |                 | 4               | Oklahoma City | 3 |                           |                           |                           |  |  |                       |                       |                       |  |  |               |               |               |  |
|  | 3                 | Oklahoma City*  | 4               | Oklahoma City | 3 | 4                         |                           |                           |  |  |                       |                       |                       |  |  |               |               |               |  |
|  | 3                 | Oklahoma City*  |                 |               |   |                           |                           |                           |  |  |                       |                       |                       |  |  |               |               |               |  |
|  | 6                 | Dallas          | 1               |               |   |                           |                           |                           |  |  |                       |                       |                       |  |  |               |               |               |  |
|  | 6                 | Dallas          | 1               |               | 3 | Oklahoma City*            | 4                         |                           |  |  |                       |                       |                       |  |  |               |               |               |  |
|  |                   |                 |                 |               | 3 | Oklahoma City*            | 4                         |                           |  |  |                       |                       |                       |  |  |               |               |               |  |
|  |                   |                 | 2               | San Antonio   | 2 |                           |                           |                           |  |  |                       |                       |                       |  |  |               |               |               |  |
|  | 2                 | San Antonio*    | 2               | San Antonio   | 2 | 4                         |                           |                           |  |  |                       |                       |                       |  |  |               |               |               |  |
|  | 2                 | San Antonio*    |                 |               |   |                           |                           |                           |  |  |                       |                       |                       |  |  |               |               |               |  |
|  | 7                 | Memphis         | 0               |               |   |                           |                           |                           |  |  |                       |                       |                       |  |  |               |               |               |  |

### Primeira Rodada

#### Conferência Leste
| # | Time                 | 1   | 2   | 3   | 4   |   |
| - | -------------------- | --- | --- | --- | --- | - |
| 1 | Cleveland Cavaliers* | 106 | 107 | 101 | 100 | 4 |
| 8 | Detroit Pistons      | 101 | 90  | 91  | 98  | 0 |

| # | Time           | 1   | 2  | 3   | 4   | 5   | 6   |   |
| - | -------------- | --- | -- | --- | --- | --- | --- | - |
| 4 | Atlanta Hawks  | 102 | 89 | 103 | 95  | 110 | 104 | 4 |
| 5 | Boston Celtics | 101 | 72 | 111 | 104 | 83  | 92  | 2 |

| # | Time             | 1   | 2  | 3   | 4   | 5   | 6   | 7  |   |
| - | ---------------- | --- | -- | --- | --- | --- | --- | -- | - |
| 2 | Toronto Raptors* | 90  | 98 | 101 | 83  | 102 | 83  | 89 | 4 |
| 7 | Indiana Pacers   | 100 | 87 | 85  | 100 | 99  | 101 | 84 | 3 |

| # | Time              | 1   | 2   | 3  | 4  | 5  | 6  | 7   |   |
| - | ----------------- | --- | --- | -- | -- | -- | -- | --- | - |
| 3 | Miami Heat*       | 123 | 115 | 80 | 85 | 88 | 97 | 106 | 4 |
| 6 | Charlotte Hornets | 91  | 103 | 96 | 89 | 90 | 90 | 73  | 3 |

#### Conferência Oeste
| # | Time                   | 1   | 2   | 3   | 4   | 5   |   |
| - | ---------------------- | --- | --- | --- | --- | --- | - |
| 1 | Golden State Warriors* | 104 | 115 | 96  | 121 | 114 | 4 |
| 8 | Houston Rockets        | 78  | 106 | '97 | 94  | 81  | 1 |

| # | Time                   | 1   | 2   | 3  | 4  | 5   | 6   |   |
| - | ---------------------- | --- | --- | -- | -- | --- | --- | - |
| 4 | Los Angeles Clippers   | 115 | 102 | 88 | 84 | 98  | 103 | 2 |
| 5 | Portland Trail Blazers | 95  | 81  | 96 | 98 | 108 | 106 | 4 |

| # | Time               | 1   | 2  | 3  | 4   |   |
| - | ------------------ | --- | -- | -- | --- | - |
| 2 | San Antonio Spurs* | 106 | 94 | 96 | 116 | 4 |
| 7 | Memphis Grizzlies  | 74  | 68 | 87 | 95  | 0 |

| # | Time                   | 1   | 2  | 3   | 4   | 5   |   |
| - | ---------------------- | --- | -- | --- | --- | --- | - |
| 3 | Oklahoma City Thunder* | 108 | 84 | 131 | 119 | 118 | 4 |
| 6 | Dallas Mavericks       | 70  | 85 | 102 | 108 | 104 | 1 |

### Semifinais de Conferência

#### Conferência Oeste
| # | Time                   | 1   | 2  | 3   | 4   | 5  | 6   |   |
| - | ---------------------- | --- | -- | --- | --- | -- | --- | - |
| 2 | San Antonio Spurs*     | 124 | 97 | 100 | 97  | 91 | 99  | 2 |
| 3 | Oklahoma City Thunder* | 92  | 98 | 96  | 111 | 95 | 113 | 4 |

| # | Time                   | 1   | 2   | 3   | 4   | 5   |   |
| - | ---------------------- | --- | --- | --- | --- | --- | - |
| 1 | Golden State Warriors* | 118 | 110 | 108 | 132 | 125 | 4 |
| 5 | Portland Trail Blazers | 106 | 99  | 120 | 125 | 121 | 1 |

#### Conferência Leste
| # | Time                 | 1   | 2   | 3   | 4   |   |
| - | -------------------- | --- | --- | --- | --- | - |
| 1 | Cleveland Cavaliers* | 104 | 123 | 121 | 100 | 4 |
| 4 | Atlanta Hawks        | 93  | 98  | 108 | 99  | 0 |

| # | Time             | 1   | 2  | 3  | 4  | 5  | 6   | 7   |   |
| - | ---------------- | --- | -- | -- | -- | -- | --- | --- | - |
| 2 | Toronto Raptors* | 96  | 96 | 95 | 87 | 99 | 91  | 116 | 4 |
| 3 | Miami Heat*      | 102 | 92 | 91 | 94 | 91 | 103 | 89  | 3 |

### Finais de Conferência
| # | Time                   | 1   | 2   | 3   | 4   | 5   | 6   | 7  |   |
| - | ---------------------- | --- | --- | --- | --- | --- | --- | -- | - |
| 1 | Golden State Warriors* | 102 | 118 | 105 | 94  | 120 | 108 | 96 | 4 |
| 3 | Oklahoma City Thunder* | 108 | 91  | 133 | 118 | 111 | 101 | 88 | 3 |

| # | Time                 | 1   | 2   | 3  | 4   | 5   | 6   |   |
| - | -------------------- | --- | --- | -- | --- | --- | --- | - |
| 1 | Cleveland Cavaliers* | 115 | 108 | 84 | 99  | 117 | 113 | 4 |
| 2 | Toronto Raptors*     | 84  | 89  | 99 | 105 | 78  | 87  | 2 |

### Finais da NBA
| # | Time                   | 1   | 2   | 3   | 4   | 5   | 6   | 7  |   |
| - | ---------------------- | --- | --- | --- | --- | --- | --- | -- | - |
| 1 | Cleveland Cavaliers*   | 89  | 77  | 120 | 97  | 112 | 115 | 93 | 4 |
| 1 | Golden State Warriors* | 104 | 110 | 90  | 108 | 97  | 101 | 89 | 3 |

Legendas:

*: Vencedor da Divisão

Negrito: Vencedor da série

Itálico: Time com vantagem de mando de quadra

## Prêmios

### Anuais
- Most Valuable Player: Stephen Curry, Golden State Warriors[1]
- Finals Most Valuable Player: LeBron James, Cleveland Cavaliers[2]
- Defensive Player of the Year: Kawhi Leonard, San Antonio Spurs[3]
- Rookie of the Year: Karl-Anthony Towns, Minnesota Timberwolves[4]
- Sixth Man of the Year: Jamal Crawford, Los Angeles Clippers[5]
- Most Improved Player: C. J. McCollum, Portland Trail Blazers[6]
- Coach of the Year: Steve Kerr, Golden State Warriors[7]
- Executive of the Year: R.C. Buford, San Antonio Spurs[8]
- Sportsmanship Award: Mike Conley, Memphis Grizzlies[9]
- J. Walter Kennedy Citizenship Award: Wayne Ellington, Brooklyn Nets[10]
- Twyman–Stokes Teammate of the Year Award: Vince Carter, Memphis Grizzlies[11]

| - All-NBA First Team: - F Kawhi Leonard, San Antonio Spurs - F LeBron James, Cleveland Cavaliers - C DeAndre Jordan, Los Angeles Clippers - G Russell Westbrook, Oklahoma City Thunder - G Stephen Curry, Golden State Warriors | - All-NBA Second Team: - F Kevin Durant, Oklahoma City Thunder - F Draymond Green, Golden State Warriors - C DeMarcus Cousins, Sacramento Kings - G Chris Paul, Los Angeles Clippers - G Damian Lillard, Portland Trail Blazers | - All-NBA Third Team: - F Paul George, Indiana Pacers - F LaMarcus Aldridge, San Antonio Spurs - C Andre Drummond, Detroit Pistons - G Kyle Lowry, Toronto Raptors - G Klay Thompson, Golden State Warriors |

| - NBA All-Defensive First Team: - F Kawhi Leonard, San Antonio Spurs - F Draymond Green, Golden State Warriors - C DeAndre Jordan, Los Angeles Clippers - G Avery Bradley, Boston Celtics - G Chris Paul, Los Angeles Clippers | - NBA All-Defensive Second Team: - F Paul Millsap, Atlanta Hawks - F Paul George, Indiana Pacers - C Hassan Whiteside, Miami Heat - G Jimmy Butler, Chicago Bulls - G Tony Allen, Memphis Grizzlies |

| - NBA All-Rookie First Team: - Karl-Anthony Towns, Minnesota Timberwolves - Kristaps Porziņģis, New York Knicks - Nikola Jokic, Denver Nuggets - Devin Booker, Phoenix Suns - Jahlil Okafor, Philadelphia 76ers | - NBA All-Rookie Second Team: - Justise Winslow, Miami Heat - D'Angelo Russell, Los Angeles Lakers - Emmanuel Mudiay, Denver Nuggets - Myles Turner, Indiana Pacers - Willie Cauley-Stein, Sacramento Kings |

### Jogadores da Semana
| Semana           | Leste                                    | Oeste                                             | Ref.   |
| ---------------- | ---------------------------------------- | ------------------------------------------------- | ------ |
| Out. 27 – Nov. 1 | Andre Drummond (Detroit Pistons) (1/2)   | Stephen Curry (Golden State Warriors) (1/5)       | [ 14 ] |
| Nov. 2–8         | Andre Drummond (Detroit Pistons) (2/2)   | James Harden (Houston Rockets) (1/1)              | [ 15 ] |
| Nov. 9–15        | Nicolas Batum (Charlotte Hornets) (1/1)  | DeMarcus Cousins (Sacramento Kings) (1/2)         | [ 16 ] |
| Nov. 16–22       | LeBron James (Cleveland Cavaliers) (1/5) | Stephen Curry (Golden State Warriors) (2/5)       | [ 17 ] |
| Nov. 23–29       | Paul George (Indiana Pacers) (1/1)       | Kevin Durant (Oklahoma City Thunder) (1/5)        | [ 18 ] |
| Nov. 30 – Dez. 6 | Reggie Jackson (Detroit Pistons) (1/2)   | Stephen Curry (Golden State Warriors) (3/5)       | [ 19 ] |
| Dez. 7–13        | DeMar DeRozan (Toronto Raptors) (1/1)    | Kevin Durant (Oklahoma City Thunder) (2/5)        | [ 20 ] |
| Dez. 14–20       | Reggie Jackson (Detroit Pistons) (2/2)   | Kawhi Leonard (San Antonio Spurs) (1/2)           | [ 21 ] |
| Dez. 21–27       | Marcin Gortat (Washington Wizards) (1/1) | Russell Westbrook (Oklahoma City Thunder) (1/1)   | [ 22 ] |
| Dez. 28 – Jan. 3 | Brook Lopez (Brooklyn Nets) (1/1)        | Draymond Green (Golden State Warriors) (1/1)      | [ 23 ] |
| Jan. 4–10        | LeBron James (Cleveland Cavaliers) (2/5) | Chris Paul (Los Angeles Clippers) (1/1)           | [ 24 ] |
| Jan. 11–17       | John Wall (Washington Wizards) (1/1)     | Kevin Durant (Oklahoma City Thunder) (3/5)        | [ 25 ] |
| Jan. 18–24       | Kemba Walker (Charlotte Hornets) (1/2)   | DeMarcus Cousins (Sacramento Kings) (2/2)         | [ 26 ] |
| Jan. 25–31       | Dwyane Wade (Miami Heat) (1/1)           | Kevin Durant (Oklahoma City Thunder) (4/5)        | [ 27 ] |
| Fev. 1–7         | Isaiah Thomas (Boston Celtics) (1/1)     | LaMarcus Aldridge (San Antonio Spurs) (1/1)       | [ 28 ] |
| Fev. 22–28       | Kyle Lowry (Toronto Raptors) (1/2)       | Stephen Curry (Golden State Warriors) (4/5)       | [ 29 ] |
| Fev. 29 – Mar. 6 | LeBron James (Cleveland Cavaliers) (3/5) | Kawhi Leonard (San Antonio Spurs) (2/2)           | [ 30 ] |
| Mar. 7–13        | Kemba Walker (Charlotte Hornets) (2/2)   | Stephen Curry (Golden State Warriors) (5/5)       | [ 31 ] |
| Mar. 14–20       | Kyle Lowry (Toronto Raptors) (2/2)       | Kevin Durant (Oklahoma City Thunder) (5/5)        | [ 32 ] |
| Mar. 21–27       | LeBron James (Cleveland Cavaliers) (4/5) | Klay Thompson (Golden State Warriors) (1/1)       | [ 33 ] |
| Mar. 28 – Abr. 3 | LeBron James (Cleveland Cavaliers) (5/5) | José Juan Barea (Dallas Mavericks) (1/1)          | [ 34 ] |
| Abr. 4–10        | Paul Millsap (Atlanta Hawks) (1/1)       | Karl-Anthony Towns (Minnesota Timberwolves) (1/1) | [ 35 ] |

### Jogadores do Mês
| Mês              | Leste                                                                    | Oeste                                                                                      | Ref.   |
| ---------------- | ------------------------------------------------------------------------ | ------------------------------------------------------------------------------------------ | ------ |
| Outubro/Novembro | Paul George (Indiana Pacers) (1/1)                                       | Stephen Curry (Golden State Warriors) (1/2)                                                | [ 36 ] |
| Dezembro         | John Wall (Washington Wizards) (1/1)                                     | Kevin Durant (Oklahoma City Thunder) (1/2) Russell Westbrook (Oklahoma City Thunder) (1/2) | [ 37 ] |
| Janeiro          | Kyle Lowry (Toronto Raptors) (1/1) DeMar DeRozan (Toronto Raptors) (1/1) | Kevin Durant (Oklahoma City Thunder) (2/2)                                                 | [ 38 ] |
| Fevereiro        | LeBron James (Cleveland Cavaliers) (1/3)                                 | Stephen Curry (Golden State Warriors) (2/2)                                                | [ 39 ] |
| Março            | LeBron James (Cleveland Cavaliers) (2/3)                                 | Russell Westbrook (Oklahoma City Thunder) (2/2)                                            | [ 40 ] |
| Abril            | LeBron James (Cleveland Cavaliers) (3/3)                                 | James Harden (Houston Rockets) (1/1)                                                       | [ 41 ] |

### Novatos do Mês
| Mês              | Leste                                      | Oeste                                             | Ref.   |
| ---------------- | ------------------------------------------ | ------------------------------------------------- | ------ |
| Outubro/Novembro | Kristaps Porziņģis (New York Knicks) (1/3) | Karl-Anthony Towns (Minnesota Timberwolves) (1/6) | [ 42 ] |
| Dezembro         | Kristaps Porziņģis (New York Knicks) (2/3) | Karl-Anthony Towns (Minnesota Timberwolves) (2/6) | [ 43 ] |
| Janeiro          | Kristaps Porziņģis (New York Knicks) (3/3) | Karl-Anthony Towns (Minnesota Timberwolves) (3/6) | [ 44 ] |
| Fevereiro        | Myles Turner (Indiana Pacers) (1/1)        | Karl-Anthony Towns (Minnesota Timberwolves) (4/6) | [ 45 ] |
| Março            | Josh Richardson (Miami Heat) (1/1)         | Karl-Anthony Towns (Minnesota Timberwolves) (5/6) | [ 46 ] |
| Abril            | Norman Powell (Toronto Raptors) (1/1)      | Karl-Anthony Towns (Minnesota Timberwolves) (6/6) | [ 47 ] |

### Técnicos do Mês
| Mês              | Leste                                    | Oeste                                       | Ref.   |
| ---------------- | ---------------------------------------- | ------------------------------------------- | ------ |
| Outubro/Novembro | David Blatt (Cleveland Cavaliers) (1/1)  | Luke Walton (Golden State Warriors) (1/1)   | [ 48 ] |
| Dezembro         | Scott Skiles (Orlando Magic) (1/1)       | Gregg Popovich (San Antonio Spurs) (1/1)    | [ 49 ] |
| Janeiro          | Dwane Casey (Toronto Raptors) (1/1)      | Doc Rivers (Los Angeles Clippers) (1/2)     | [ 50 ] |
| Fevereiro        | Brad Stevens (Boston Celtics) (1/1)      | Terry Stotts (Portland Trail Blazers) (1/1) | [ 51 ] |
| Março            | Steve Clifford (Charlotte Hornets) (1/1) | Steve Kerr (Golden State Warriors) (1/1)    | [ 52 ] |
| Abril            | Frank Vogel (Indiana Pacers) (1/1)       | Doc Rivers (Los Angeles Clippers) (2/2)     | [ 53 ] |